# Privatbibliothek des Origenes
Die Privatbibliothek des Origenes war eine Büchersammlung, deren Grundstock der christliche Philosoph und Bibelkommentator Origenes (185–253/254) in Alexandria legte und die er nach seiner Umsiedlung nach Caesarea Maritima etwa im Jahr 232 an seinem neuen Wohnort aufstellte und weiter ausbaute. Sie war mit einem Skriptorium und einer Schule verbunden. 

## Bibliothek

### Biblische, frühchristliche und jüdische Literatur
Neben einer großen Sammlung biblischer Schriften in verschiedenen Textfassungen und Sprachen und seiner eigenen Synopse des Alten Testaments (Hexapla), an deren Fertigstellung Origenes weiter arbeitete, hatte Origenes in seiner Privatbibliothek Zugriff auf Werke der frühchristlichen Literatur: apokryphe Evangelien, die Paulusakten, den 1. Clemensbrief, den Hirten des Hermas, den Barnabasbrief, die Ignatiusbriefe, die Werke des Clemens von Alexandria und die Sentenzen des Sextus. Zur jüdischen Literatur in Origenes’ Bibliothek gehörten vor allem die Werke Philons, und zwar alle heute noch erhaltenen Schriften dieses Verfassers, weil sie eben über ihre Aufnahme in die Bibliothek von Caesarea für die Nachwelt erhalten blieben. Von Flavius Josephus besaß Origenes das Werk über den Jüdischen Krieg und die Schrift Über die Ursprünglichkeit des Judentums, vermutlich auch die Jüdischen Altertümer. Origenes kannte die Henochliteratur, vermutlich auch die Griechische Baruch-Apokalypse, die Testamente der zwölf Patriarchen, die Himmelfahrt des Mose, ein Gebet des Josef, eine Abraham-Apokalypse, eine Elija-Apokalypse, das Apokryphon Jesajas und eine Schrift über Jannes und Jambres.

### Pagane philosophische Literatur
In Origenes’ Bibliothek waren mindestens die Werke folgender paganer Autoren vertreten: Platon, Numenios von Apameia, Kronios, Apollophanes, Longinos, Moderatos von Gades, Nikomachos von Gerasa, die Pythagoreer, Chairemon von Alexandria, Lucius Annaeus Cornutus, wahrscheinlich auch Alexander Polyhistor, Chrysippos von Soloi, Oinomaos von Gadara, Herennios Philon, Plutarch, Zenon von Kition, außerdem historische Werke, Handbücher wie beispielsweise die Doxographien von Areios Didymos und Pseudo-Plutarch (Stromateis und Placita philosophorum) sowie Florilegien poetischer Werke. Nähme man alle Werke hinzu, die Origenes in seinen Schriften zitiert, so würde die Liste noch sehr viel länger; es ist aber anzunehmen, dass er doxographische Abhandlungen nutzte und beispielsweise die Werke des Aristoteles nicht aus erster Hand kannte. Eine wichtige Ressource scheinen die von Stoikern verfassten philosophischen Handbücher gewesen zu sein, namentlich zitierte Origenes Über den stoischen Gebrauch von Begriffen (Περὶ Στωικῆς ὀνομάτων χρήσεως) des Herophilos.

## Skriptorium
An die Bibliothek angeschlossen war ein Skriptorium. Der Johannes-Kommentar zeigt Spuren des Arbeitsprozesses: Origenes diktierte seinen Stenographen und gab an, wo Bibelstellen nachgeschlagen und eingefügt werden sollten; dies geschah aber teilweise nicht, und so gelangten die Stenographen-Notizen versehentlich in die Endfassung. Eusebius von Caesarea zufolge stellte der Mäzen des Origenes, Ambrosius, ihm sieben Stenographen zur Verfügung, die sich schichtweise abwechselten, außerdem mehrere Kopisten und „im Schönschreiben geübte Mädchen“ (κόραις ἐπὶ τὸ καλλιγραφεῖν ἠσκημέναις kórais epì tò kalligrapheĩn ēskēménais). Mit diesen Kalligraphinnen hat sich erst die neuere Forschung befasst; da dieser Beleg für Frauen in einem Skriptorium für das 3. Jahrhundert singulär ist, lässt sich nicht entscheiden, ob es sich um spezialisierte Sklavinnen oder Freigelassene handelte oder aber um freie Christinnen, die das Kalligraphieren als Teil einer asketischen Praxis betrieben. Dass zum Schülerkreis des Origenes auch Frauen gehörten, ist bekannt.

## Standort und weitere Geschichte der Bibliothek
Die ganze Anlage aus Bibliothek, Skriptorium und Schule wurde bisher archäologisch nicht nachgewiesen. Balbina Bäbler erwägt, dass sie sich wegen des großen Platzbedarfs der Bibliothek außerhalb der antiken Stadt befand, wie es für pagane Philosophenschulen üblich war und auch dem Status des Christentums als Religion mit allenfalls fragiler Duldung entsprochen hätte.
Während der Christenverfolgung unter Kaiser Decius wurde Origenes verhaftet und gefoltert; er starb nach seiner Freilassung 69-jährig an den Folgen. Auch die Bibliothek hatte Schäden erlitten. Sie wurde durch Pamphilos von Caesarea reorganisiert und erweitert. Diese Nachfolgeeinrichtung, die Bibliothek von Caesarea, galt als „eine der größten Privat- bzw. Gemeindebibliotheken der Spätantike“ und umfasste Isidor von Sevilla zufolge legendäre 30.000 Bücher.